# Jobsbo och Marieberg
Jobsbo och Marieberg är en av SCB avgränsad och namnsatt småort i Smedjebackens kommun i Dalarnas län. Den omfattar bebyggelse i Jobsbo och Marieberg belägna nordost om Smedjebacken i Norrbärke socken. Byn ligger ca 3 km utanför Smedjebackens centrum. Fram till 1994 var landsväg 634 som sträcker sig genom Jobsbo infartsled till Smedjebacken från Säter.